# Élections sénatoriales de 2017 en Moselle
Les élections sénatoriales en Moselle ont lieu le dimanche 24 septembre 2017. Elles ont pour but d'élire les sénateurs représentant le département au Sénat pour un mandat de six années.

## Contexte départemental
Lors des élections sénatoriales de 2011 en Moselle, cinq sénateurs ont été élus selon un mode de scrutin proportionnel : un DVD, deux PS et deux UMP.
Depuis, tous les effectifs du collège électoral des grands électeurs ont été renouvelés, avec les élections législatives françaises de 2017, les élections régionales françaises de 2015, les élections départementales françaises de 2015 et les élections municipales françaises de 2014.

## Sénateurs sortants
| Sénateur | Sénateur             | Parti | Fonctions lors de l'élection en 2011                                   |
| -------- | -------------------- | ----- | ---------------------------------------------------------------------- |
|          | Jean-Pierre Masseret | PS    | Président du conseil régional                                          |
|          | Jean-Marc Todeschini | PS    | Président de la CC du Sillon mosellan, conseiller municipal de Talange |
|          | Philippe Leroy       | LR    | Conseiller général                                                     |
|          | François Grosdidier  | LR    | Député, conseiller général, maire de Woippy                            |
|          | Jean-Louis Masson    | DVD   | Conseiller général, conseiller municipal de Nouilly                    |

## Présentation des listes et des candidats
Les nouveaux représentants sont élus pour une législature de 6 ans au suffrage universel indirect par les 2 833 grands électeurs du département. En Moselle, les sénateurs sont élus au scrutin proportionnel plurinominal. Leur nombre reste inchangé, cinq sénateurs sont à élire et sept candidats doivent être présentés sur la liste pour qu'elle soit validée. Chaque liste de candidats est obligatoirement paritaire et alterne entre les hommes et les femmes. Plusieurs listes seront déposées dans le département. Elles sont présentées ici dans l'ordre de leur dépôt à la préfecture et comportent l'intitulé figurant aux dossiers de candidature.
Les listes présentées ne sont pas les listes officielles et sont susceptibles d'être modifiées jusqu'au dépôt définitif et officiel des listes.

### «Moselle Avenir» (divers droite)
| N° | Candidats | Candidats           | Parti | Principale fonction                                                         |
| -- | --------- | ------------------- | ----- | --------------------------------------------------------------------------- |
| 01 |           | Jean-Louis Masson   | DVD   | Sénateur sortant, conseiller départemental, conseiller municipal de Nouilly |
| 02 |           | Christine Herzog    | DVD   | Conseillère départementale, maire d'Hertzing                                |
| 03 |           | Michel Paquet       | DVD   | Président de la CC de Cattenom et environs, maire de Zoufftgen              |
| 04 |           | Mireille Cinqualbre | DVD   | Adjointe au maire de Stiring-Wendel                                         |
| 05 |           | Paul Dellinger      | DVD   | Maire de Schorbach                                                          |
| 06 |           | Stéphanie Zampieri  | DVD   | Maire de Vahl-lès-Bénestroff                                                |
| 07 |           | Pascal Rapp         | DVD   | Maire de Falck                                                              |

### « Au service de la Moselle » (union de la gauche)
| N° | Candidats | Candidats              | Parti | Principale fonction                               |
| -- | --------- | ---------------------- | ----- | ------------------------------------------------- |
| 01 |           | Jean-Marc Todeschini   | PS    | Sénateur sortant, conseiller municipal de Talange |
| 02 |           | Isabelle Kaucic        | PS    | Première adjointe au maire de Metz                |
| 03 |           | Patrick Abate          | PCF   | Maire de Talange, ancien sénateur                 |
| 04 |           | Carmen Harter-Houselle | PS    | Adjointe au maire de Forbach                      |
| 05 |           | Michaël Weber          | PS    | Maire de Wœlfling-lès-Sarreguemines               |
| 06 |           | Carla Lambour          | DVG   | Maire de Neufchef                                 |
| 07 |           | Roger Berger           | DVG   | Maire de Mittelbronn                              |

### « Une nouvelle dynamique pour la Moselle » (divers droite)
| N° | Candidats | Candidats          | Parti | Principale fonction |
| -- | --------- | ------------------ | ----- | ------------------- |
| 01 |           | Jean-Marie Mizzon  | UDI   | Maire de Basse-Ham  |
| 02 |           | Sonia Bur          | DVD   |                     |
| 03 |           | Valentin Beck      | DVD   |                     |
| 04 |           | Brigitte Torloting | DVD   |                     |
| 05 |           | Gilbert Fixaris    | DVD   |                     |
| 06 |           | Yolande Houpert    | DVD   |                     |
| 07 |           | Jean-Marie Stablo  | DVD   |                     |

### « La Moselle en marche! » (LREM)
| N° | Candidats | Candidats           | Parti | Principale fonction                  |
| -- | --------- | ------------------- | ----- | ------------------------------------ |
| 01 |           | Bernard Guirkinger  | LREM  | Délégué régional du Groupe SOS       |
| 02 |           | Valéria Febvay      | LREM  | Maire de Piblange                    |
| 03 |           | Yves Muller         | MoDem | Maire de Marange-Silvange            |
| 04 |           | Myriam Sagrafena    | LREM  | Conseillère municipale de Metz       |
| 05 |           | Gérard Mittelberger | LREM  | Maire de Petite-Rosselle             |
| 06 |           | Anne-Marie Marx     | LREM  | Maire d'Ogy                          |
| 07 |           | Bernard Treuvelot   | LREM  | Président du Conseil de surveillance |

### « Force des communes mosellanes » (LR)
| N° | Candidats | Candidats           | Parti | Principale fonction                                             |
| -- | --------- | ------------------- | ----- | --------------------------------------------------------------- |
| 01 |           | François Grosdidier | LR    | Sénateur sortant, conseiller municipal de Woippy                |
| 02 |           | Catherine Belrhiti  | LR    | Adjointe au maire de Buhl-Lorraine                              |
| 03 |           | Francis Vogt        | DVD   | Premier adjoint au maire de Bitche                              |
| 04 |           | Stéphanie Kis       | LR    | Conseillère régionale, conseillère municipale de Thionville     |
| 05 |           | Laurent Muller      | UDI   | Maire de Hombourg-Haut                                          |
| 06 |           | Ginette Magras      | LR    | Conseillère départementale, adjointe au maire de Boulay-Moselle |
| 07 |           | Philippe Renard     | DVD   | Maire de Destry                                                 |

### « Liste bleu marine pour la défense de nos communes et de nos départements » (FN)
| N° | Candidats | Candidats             | Parti | Principale fonction            |
| -- | --------- | --------------------- | ----- | ------------------------------ |
| 01 |           | Françoise Grolet (pt) | FN    | Conseillère municipale de Metz |
| 02 |           | Lucien Terragnolo     | FN    |                                |
| 03 |           | Edith Schaaff         | FN    |                                |
| 04 |           | Kévin Pfeffer         | FN    |                                |
| 05 |           | Patricia Mihelic      | FN    |                                |
| 06 |           | Fabien Engelmann      | FN    | Maire de Hayange               |
| 07 |           | Amélie de la Rochère  | FN    |                                |

### « Nouvelle gauche pour la Moselle » (DVG)
| N° | Candidats | Candidats           | Parti | Principale fonction |
| -- | --------- | ------------------- | ----- | ------------------- |
| 01 |           | Philippe Gasparella | DVG   |                     |
| 02 |           | Sophia Matta        | DVG   |                     |
| 03 |           | Lokmane Benabid     | DVG   |                     |
| 04 |           | Caroline Fuhrmann   | DVG   |                     |
| 05 |           | Frédéric Pokrandt   | DVG   |                     |
| 06 |           | Christine Tison     | DVG   |                     |
| 07 |           | Jean-Pierre Dupuy   | DVG   |                     |

### « Portons une nouvelle énergie pour la Moselle » (DVD)
| N° | Candidats | Candidats         | Parti | Principale fonction          |
| -- | --------- | ----------------- | ----- | ---------------------------- |
| 01 |           | Jérémy Aldrin     | LR    | Conseiller municipal de Metz |
| 02 |           | Fabienne Beauvais | DVD   |                              |
| 03 |           | Régis Brucker     | DVD   |                              |
| 04 |           | Audrey Watrin     | DVD   |                              |
| 05 |           | Emmanuel Schuler  | DVD   |                              |
| 06 |           | Aurélia Geliot    | DVD   |                              |
| 07 |           | Pierre Noirot     | DVD   |                              |

## Résultats
| Tête de liste                                                            | Tête de liste            | Liste                                  | Voix  | %     | Sièges |
| ------------------------------------------------------------------------ | ------------------------ | -------------------------------------- | ----- | ----- | ------ |
|                                                                          | Jean-Louis Masson        | Divers droite                          | 640   | 22,77 | 2      |
| Moselle Avenir                                                           |                          |                                        | 640   | 22,77 | 2      |
|                                                                          | François Grosdidier      | Les Républicains (UDI)                 | 596   | 21,20 | 1      |
| Force des communes mosellanes                                            |                          |                                        | 596   | 21,20 | 1      |
|                                                                          | Jean-Marc Todeschini     | Union de la gauche (PS - PCF)          | 556   | 19,78 | 1      |
| Au service de la Moselle                                                 |                          |                                        | 556   | 19,78 | 1      |
|                                                                          | Jean-Marie Mizzon        | Divers droite (UDI)                    | 378   | 13,45 | 1      |
| Une nouvelle dynamique pour la Moselle                                   |                          |                                        | 378   | 13,45 | 1      |
|                                                                          | Bernard Guirkinger       | Majorité présidentielle (LREM - MoDem) | 242   | 8,61  | 0      |
| La Moselle en marche !                                                   |                          |                                        | 242   | 8,61  | 0      |
|                                                                          | Jérémy Aldrin            | Divers droite (LR)                     | 173   | 6,15  | 0      |
| Portons une nouvelle énergie pour la Moselle                             |                          |                                        | 173   | 6,15  | 0      |
|                                                                          | Philippe Gasparella      | Divers gauche                          | 116   | 4,13  | 0      |
| Nouvelle gauche pour la Moselle                                          |                          |                                        | 116   | 4,13  | 0      |
|                                                                          | Françoise Grolet         | Front national                         | 110   | 3,91  | 0      |
| Liste bleu marine pour la défense de nos communes et de nos départements |                          |                                        | 110   | 3,91  | 0      |
|                                                                          |                          |                                        |       |       |        |
| Suffrages exprimés                                                       | Suffrages exprimés       | Suffrages exprimés                     | 2 811 | 97,50 |        |
| Votes blancs                                                             | Votes blancs             | Votes blancs                           | 50    | 1,73  |        |
| Votes nuls                                                               | Votes nuls               | Votes nuls                             | 22    | 0,76  |        |
| Total                                                                    | Total                    | Total                                  | 2 883 | 100   | 5      |
| Abstention                                                               | Abstention               | Abstention                             | 43    | 1,47  |        |
| Inscrits / participation                                                 | Inscrits / participation | Inscrits / participation               | 2 926 | 98,53 |        |

### Sénateurs élus
| Sénateur | Sénateur             | Parti |
| -------- | -------------------- | ----- |
|          | Jean-Marc Todeschini | PS    |
|          | Jean-Marie Mizzon    | UDI   |
|          | François Grosdidier  | LR    |
|          | Christine Herzog     | DVD   |
|          | Jean-Louis Masson    | DVD   |